# Calea Ferată din Moldova

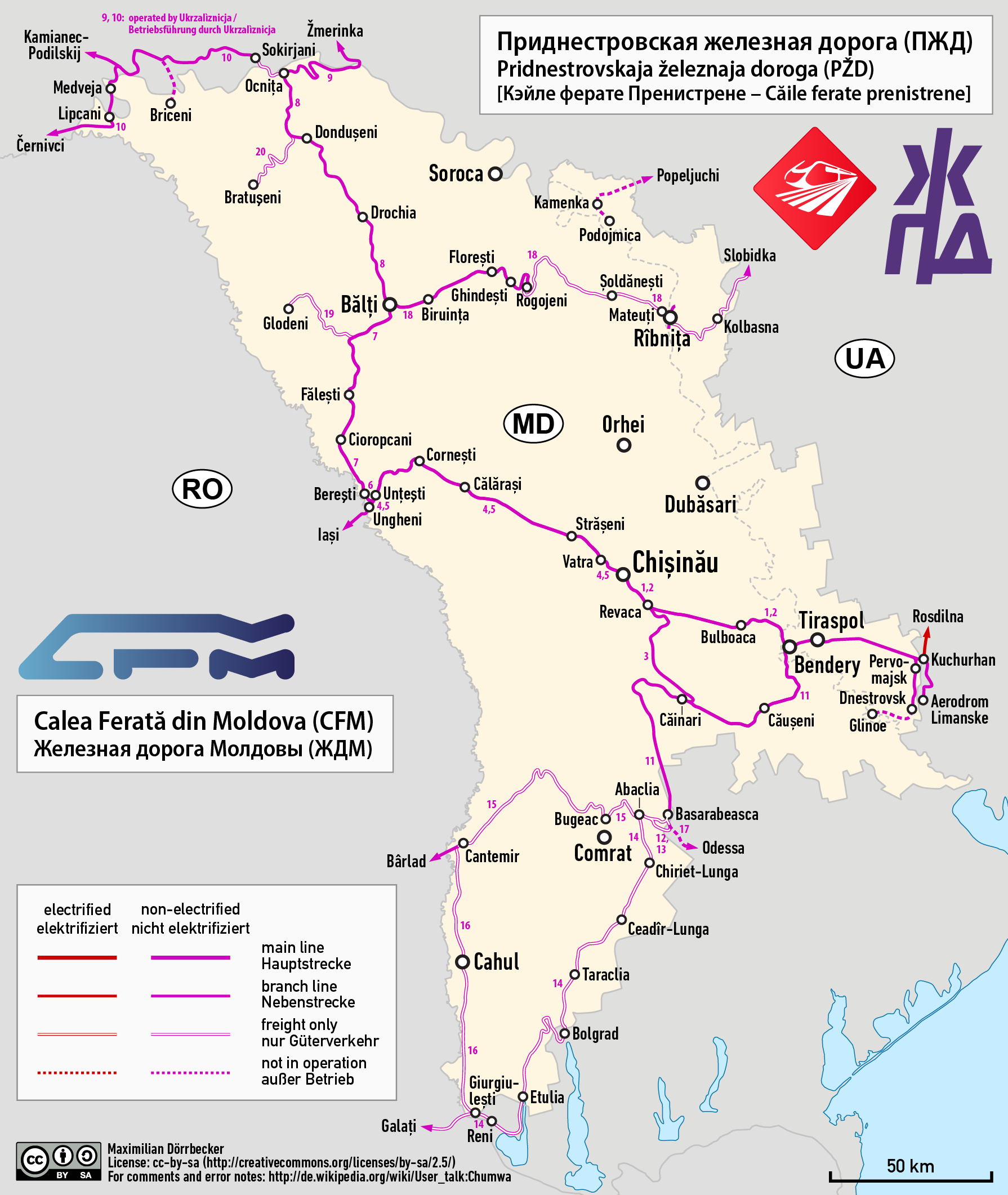
Mapa de la red.

Calea Ferată din Moldova (que traducido del rumano significa "ferrocarriles moldavos"), también conocido por sus siglas CFM, es el operador ferroviario estatal de la República de Moldavia, que es responsable del transporte de pasajeros y de carga, así como el mantenimiento de la infraestructura ferroviaria del país. Es el sucesor de MZhD, una subdivisión de Ferrocarriles soviéticos. La longitud total de la red gestionada por CFM (en 2009) es de 1.232 kilómetros, de los cuales 1.218 kilómetros es de 1.520 mm (ancho o calibre ruso), y 14 km es de 1.435 mm (ancho de vía estándar). Toda la red es de vía única y no electrificada. Limita con la red ferroviaria de Rumania, 1.520 mm / 1.435 mm de cambio de ancho al oeste y el sistema ferroviario de Ucrania en el este.

## Historia
En 1844, el Gobernador General de Novorossiya y Besarabia, el conde Mijaíl Vorontsov, desarrolló el proyecto de un ferrocarril que conectase Odessa y la localidad de Parcani por el Dniester. El ferrocarril Odessa-Kiev propuso conectar Odessa y Kiev con un ramal a Parcani a través de Tiraspol. De acuerdo con el decreto de Nicolás I, la construcción fue patrocinada por los fondos del gobierno.

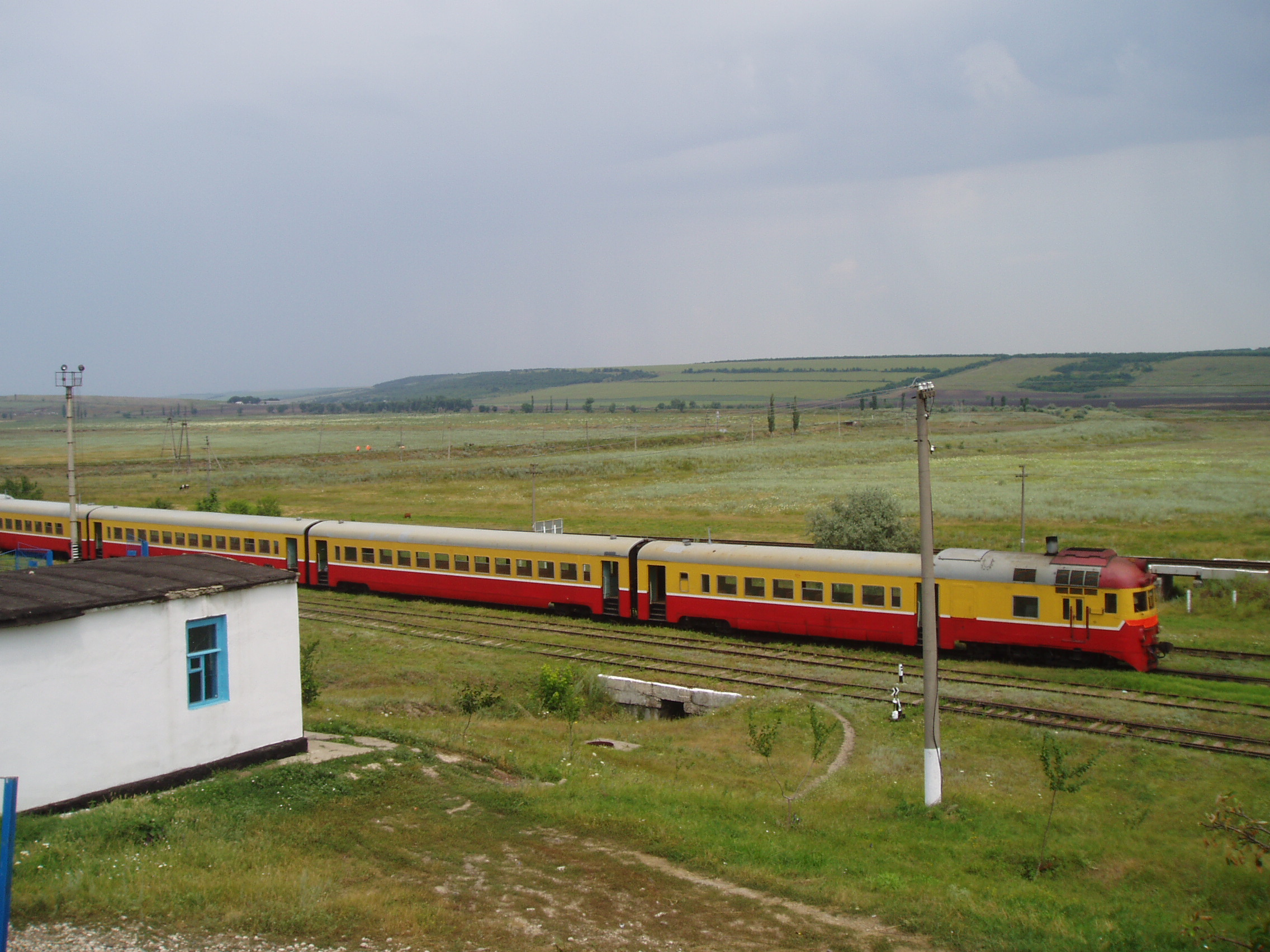
Locomotora diésel Ganz-MÁVAG D1 cubriendo el trayecto Chişinău-Comrat.

En 1871 se construyó un puente sobre el Dniéster. El 28 de agosto de 1871, el ferrocarril que une Tiraspol con la estación de Chișinău fue inaugurado oficialmente. Esta fecha se reconoce como la fecha del establecimiento de los Ferrocarriles de Moldavia. La línea, que conectaba Besarabia en el Mar Negro y la red de ferrocarriles de Ucrania y Rusia se convirtió en la base para el desarrollo futuro.
El 18 de mayo de 1872 un agente diplomático ruso, Ivan Alekseevich Zinov'ev y el ministro rumano de Asuntos Exteriores Gheorghe Costaforu firmó el acuerdo de un nudo ferroviario que fue ratificado el 21 de enero de 1873. El 1 de junio de 1875, la línea Chişinău-Corneşti-Ungheni se abrió al público (el tren Chişinău-Corneşti fue construido entre 1871 y 1873) y la conexión a Rumania fue establecida. El puente Eiffel fue inaugurado el 21 de abril de 1877, apenas tres días antes del estallido de la Guerra ruso-turca (1877-1878).

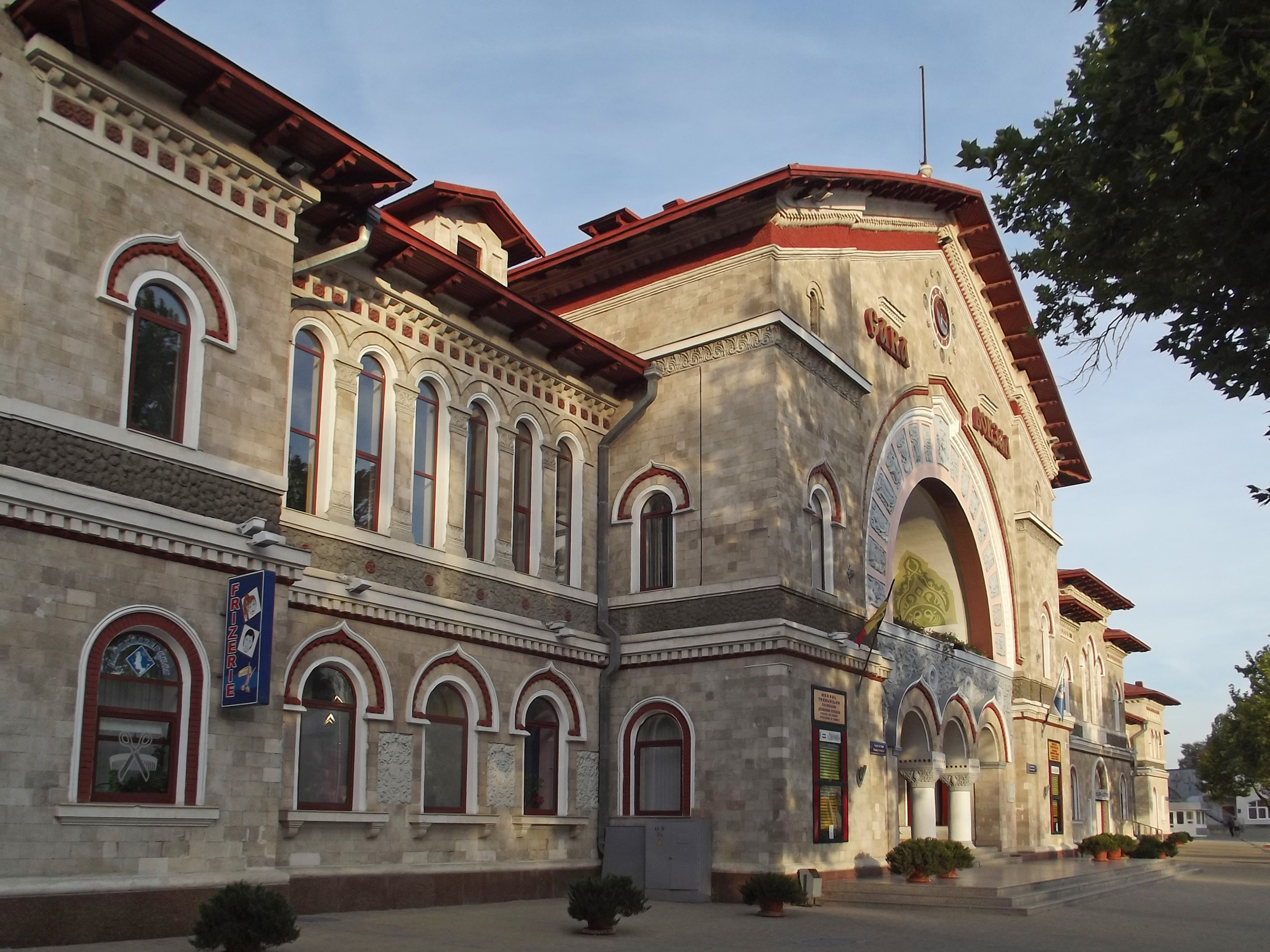
La estación de Chișinău, la estación de ferrocarril más importante del país.

En los primeros meses de la guerra, la línea Tighina-Basarabeasca-Reni-Giurgiuleşti fue construida precipitadamente y abrió sus puertas en noviembre de 1877. En 1893-1894 comenzaron a operar las líneas Lipcani-Ocniţa-Otaci, Ocniţa-Bălţi y Bălţi-Floreşti-Râbniţa-Cobasna. Durante la Primera Guerra Mundial fue construida la sección Bălţi-Ungheni.
En la década de 1920, Moldavia se había unido con Rumania y las pistas se convirtieron en ancho de vía estándar. En los años de entreguerras aparecieron las conexiones Basarabeasca-Cantemir y Revaca-Căinari.
Después de la Segunda Guerra Mundial, Moldavia pasó a formar parte de la Unión Soviética y la red ferroviaria volvió al calibre ancho propio de los ferrocarriles rusos. Durante la era soviética se construyó la línea Cantemir-Cahul en 1971.
En 2005 se reconstruyó el ferrocarril Revaca-Căinari (fue destruida en 1944) y en 2007-2008 fue construida la línea Cahul-Giurgiuleşti.